# Pinnacle
Pinnacle byla rastafariánská komunita na Jamajce, jež vznikla ve 30. letech 20. století. Komunitu zakládal Leonard Howell, rastafariánský duchovní, jako dočasnou komunitu před odchodem do Etiopie/Habeše jakožto země zaslíbené. Úspěchu dosáhl zejména mezi nižšími, mnohdy persekvovanými společenskými třídami. Byl motivován svými zkušenostmi mezi obyvateli karibských ostrovů, kteří pracovali na stavbě Panamského průplavu.

Po zákazu otroctví v britském impériu roku 1934 se komunity nadále rozvíjely. Vyrostli zde i dva Howellovi synové. 

Komunita dosáhla největšího rozvoje ve 40. a 50. letech 20. století po válečných událostech a posílení role císaře Haile Seasieho I. jeho odporem proti italskému záboru Habeše a fašismu. 

Ve 21. století dochází k oživení rastafariánského dědictví po náboženské i kulturní stránce a dostává i mediální prostor pro udržení původního dědictví.